# Frederico Ferreira Campos
Frederico Ferreira Campos (Benfica, Lisboa, 21 de Janeiro de 1809 — Angra do Heroísmo, 9 de Dezembro de 1892) foi um comerciante e político, vogal do Conselho do Distrito de Angra do Heroísmo, de que foi também de governador civil interino de 1 a 26 de Junho de 1891. Foi também presidente da Câmara Municipal de Angra do Heroísmo.

## Biografia
Frederico Ferreira de Campos nasceu a 21 de Janeiro de 1809, na freguesia de Nossa Senhora do Amparo, Benfica, em Lisboa, filho de João Ferreira Campos e de Victorine Le Couvreur, de ascendência francesa. 
Tendo participado na emigração liberal, completou em França a sua instrução sendo inspirado pelos anseios de liberdade proclamados pela Revolução de 1830. 
Voltou a Portugal no período em que o país vivia sob o despotismo do miguelismo, esteve algum tempo com a sua família em Lisboa antes de partir para a ilha Terceira, com o posto de alferes conferido por D. Pedro, duque de Bragança, regente em nome de sua filha, a rainha D. Maria II.
Acompanhou D. Pedro IV quando esteve nos Açores durante as guerras liberais e por ocasião da entrada da divisão do Duque da Terceira, em Lisboa, no dia 24 de Julho de 1833, alistou-se com outros muitos liberais portugueses, num dos corpos nacionais.
Depois da guerra civil, fixou-se em Angra, onde foi nomeado delegado da Real Companhia dos Tabacos. Foi presidente da Câmara e governador civil de Angra do Heroísmo, cidade onde faleceu a 9 de Dezembro de 1892. Foi condecorado com a medalha n.º 2 das Campanhas da Liberdade. 
Foi pai de Alfredo Luís de Campos, que alcançaria fama como publicista e autor de obras dramáticas.